# Francisco Javier García Latorre
Francisco Javier García Latorre (Llíria, 10 de gener de 1969) és un polític valencià, diputat a les Corts Valencianes en la IX i X legislatura.

## Biografia
És graduat en seguretat i ciències policials per la Universitat Jaume I de Castelló. El 1988 va obtenir plaça de funcionari de la policia local en l'ajuntament de Llíria.
Regidor a Llíria per Coalició Compromís a les eleccions municipals de 1999, 2003, 2007, 2011, 2015, 2019 i 2023; i amb responsabilitats de govern des de 2015.
Fou elegit diputat per Compromís a les eleccions a les Corts Valencianes de 2015, legislatura en que fou secretari de la Comissió de Coordinació, Organització i Règim de les Institucions de la Generalitat a les Corts Valencianes. Tornà a les Corts el gener de 2022 en substitució del dimitit Fran Ferri.
Militant d'Esquerra Unida del País Valencià (EUPV), l'any 2007 va formar part del grup que liderats per l'històric Pasqual Mollà fundà el nou partit, escindit d'EUPV, Iniciativa del Poble Valencià (IdPV). García Latorre va ser elegit portaveu nacional del nou partit, que a la vegada s'integrava a la Coalició Compromís juntament amb el BLOC Nacionalista Valencià i Els Verds-Esquerra Ecologista.